# Матрьошка

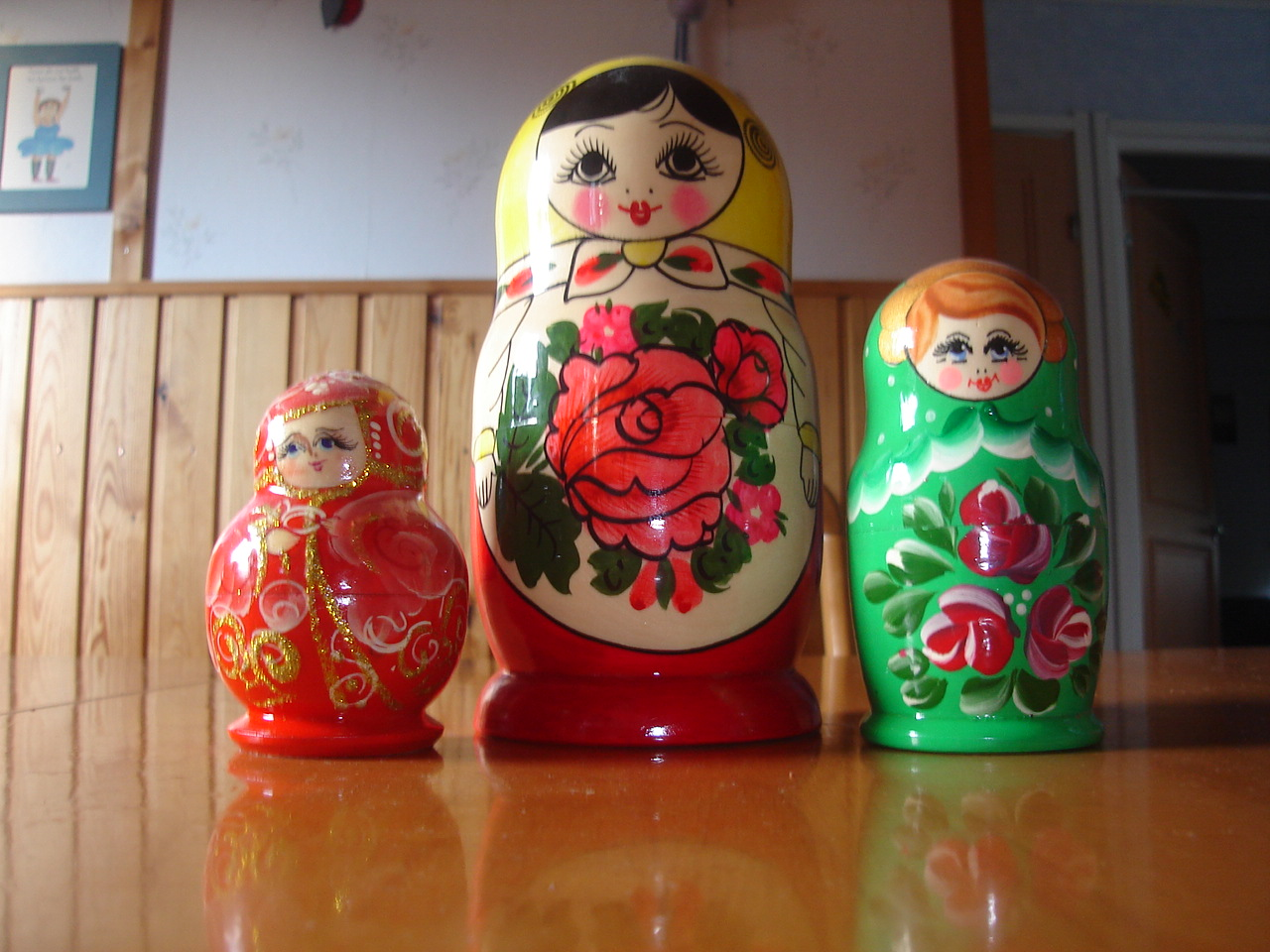
Матрьошки

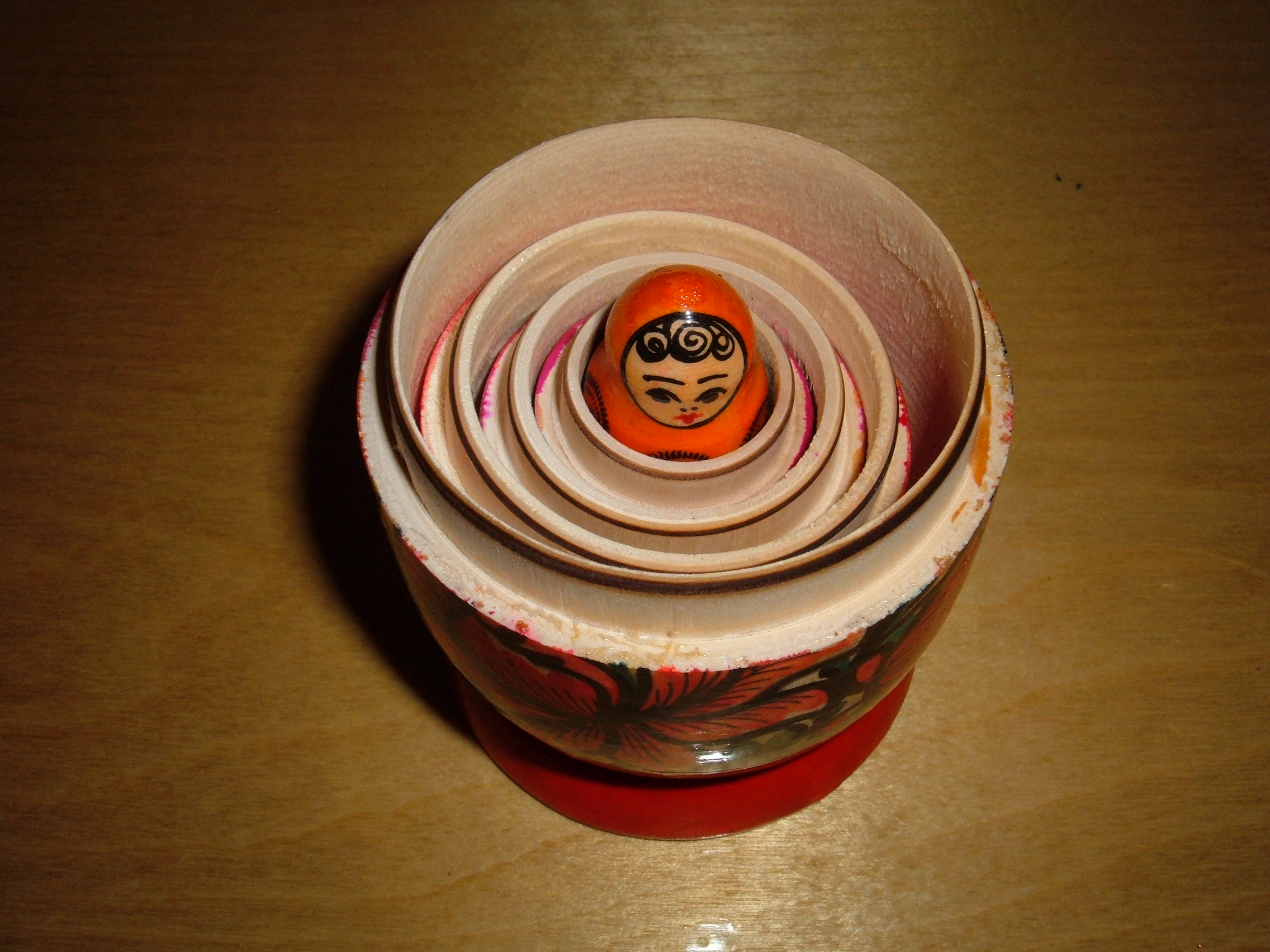
Вкладені нижні частини матрьошок

Матрьо́шка (рос. Матрёшка) або мотрі́йка — дерев'яна розписна лялька з вкладених одна в одну фігурок. Форма матрьошки нагадує форму яйця, при цьому іграшка має плоске денце для стійкості. Кожна фігурка, крім останньої, розбирається на дві частини — верхню і нижню. Всього фігурок у матрьошці має бути не менше трьох. Існують сувенірні варіанти з 20, 30 і навіть 50 фігурок.
Зазвичай матрьошка зображує дівчину в червоному сарафані і хустці. Однак існують найрізноманітніші варіації розпису іграшки: сім'я (дідусь, бабуся, тато, мама, дитина), герої казок (Теремок, Колобок, Ріпка, Курочка Ряба) тощо. Як сувенір популярні матрьошки із зображенням політичних діячів.

## Історія
В Росії вперше створили матрьошку в 1891 році у московській майстерні-магазині «Дитяче виховання», власником якої був Анатолій Мамонтов, брат відомого купця Сави Мамонтова. Першу іграшку виточив із дерева майстер В. П. Звьоздочкін, а розписав її професійний художник С. В. Малютін, який на той час за дорученням власника майстерні-магазину ілюстрував дитячі книжки.
Для підвищення обізнаності майстрів Сава Мамонтов закуповував для своєї майстерні зразки іграшок зі всього світу. Так придбали фігурку японського бога Фукурокудзю, яку привезли з острова Хонсю. Фігурка являла собою старого із витягнутою від довгих роздумів головою та складалась з двох половинок, які можна було роз'єднувати. Всередині лежала також фігурка, але менша. Вона також була роз'ємна та мала всередині ще меншу фігурку. Таких фігурок було п'ять.
Саме ця фігурка, яка є японською лялькою дарума, й надихнула С. В. Малютіна на створення матрьошки. Японський взірець має вигляд цілого гурту із вкладених одна в одну фігурок японського мудреця Фукурокудзю.
На той час одним з найбільш поширених жіночих імен було Матрёна («Мотрона»), тому нову ляльку назвали зменшувальною формою матрёшка. В українській мові вживається пряме запозичення «матрьошка», було запропоновано також кальку «мотрійка» (від «Мотря», яке є зменшувальною формою до «Мотрона»).

## Цікаво
- У 1900 році матрьошка отримала визнання в Парижі на Всесвітній виставці, що призвело до зростання попиту на цю іграшку[3].
- Матрьошка — один з найпопулярніших сувенірів для іноземних туристів в Росії.[джерело?]
- На початку XX століття в Російській імперії «матрьошками» називали жінок, які працювали няньками та виховували чужих дітей[6].

## Використання
- Білоруський гурт Ляпіс Трубецкой використав назву матрьошки для свого альбому «Матрёшка». Таку назву має також одна з пісень альбому. Окрім того, стилізоване зображення матрьошки присутнє на офіційній обкладинці альбому.
- З 2013 року стилізовані зображення агресивної зубатої матрьошки використовують в Україні у листівках, наліпках, плакатах кампанії «Не купуй російське!» Після початку «Кримської кризи» та військової інтервенції Росії в Україну у 2014 році до зображення матрьошки додали зброю та камуфляж. Також схоже стилізоване зображення матрьошки використовують як логотип кампанії «Бойкот російського кіно».